# Just Imagine
Just Imagine (titlu original: Just Imagine) este un film SF, muzical, comedie, american din 1930 regizat de David Butler. În rolurile principale joacă actorii El Brendel ca Omul din 1930, Maureen O'Sullivan, John Garrick și Marjorie White.
Filmul este cunoscut pentru regia sa artistică și efectele sale speciale în portretizarea unui New York City imaginar din viitor, în anul 1980. "Omul din 1930" a fost interpretat de El Brendel, un comedian etnic de tip uitat: imigrantul suedez. Filmul are loc și pe planeta Marte.
Filmul începe cu un preambul care arată viața în 1880, când oamenii credeau că sunt cei mai evoluați. Apoi este prezentat anul 1930, străzile sunt aglomerate cu automobile și pline cu lămpi electrice și cabluri telefonice. Apoi trece în 1980, când locuințele au fost transformate în clădiri cu 250 de etaje, legate prin  poduri suspendate și drumuri cu mai multe benzi.  

## Distribuție
- El Brendel ca Single O
- Maureen O'Sullivan ca LN-18
- John Garrick ca J-21
- Marjorie White ca D-6
- Frank Albertson ca RT-42
- Hobart Bosworth ca Z-4
- Kenneth Thomson ca MT-3
- Mischa Auer ca B-36
- Ivan Linow ca Loko / Boko
- Joyzelle Joyner ca Loo Loo și Boo Boo
- Wilfred Lucas ca X-10
- Mary Carr (*nemenționat)

## Primire
În perioada când Just Imagine a fost lansat, filmele muzicale au scăzut considerabil în popularitate. Drept urmare, studiourile americane majore nu au mai susținut producerea unui alt film științifico-fantastic cu un buget mare până în 1951. În acea perioadă, a mai fost realizat doar un alt muzical științifico-fantastic american, It's Great to Be Alive (1933), care a fost un eșec la box-office. Filmele seriale erau totuși o excepție de la această tendință generală.

## Vezi și
- Listă de filme produse de Fox Film Corporation
- Listă de filme cu acțiunea în viitor
- Listă de filme științifico-fantastice din anii 1930
- Listă de filme SF de comedie